# سيركويتو دي جيتكسو 2018
سيركويتو دي جيتكسو 2018 هو سباق دراجات هوائية، وهو الموسم رقم 73 من السباق، وأقيم في 31 يوليو 2018، وامتدّ لمسافة 185 كيلومتر، وهو أحد سباقات طواف أوروبا للدراجات 2018، وهو من نوع سباق يوم واحد، وقد شارك في السباق 72 متسابقاً ووصل إلى نهايته 50 متسابقاً.
فاز فيه بالمركز الأول اليكس ارانبورو، وبالمركز الثاني كارلوس باربيرو، وبالمركز الثالث جون ابرستوري.

## الفرق
| فريق عالمي- Movistar Team فرق قارية محترفة (4)- ديلكو ‏ - برجس بي إتش 2018 ‏ - كاجا رورال-سيغوروس 2018 ‏ - يوسكادي مورياس 2018 ‏ فرق قارية (5)- أوسكالتيل أوسكادي ‏ - Massi-Kuwait Team - إيولو كوميت ‏ - VIB Sports - JCL Team Ukyo ‏ |  |
| |  |

## التصنيف العام النهائي
| التصنيف العام | التصنيف العام     | التصنيف العام | التصنيف العام                | التصنيف العام     |        |
| الدراج        | الدراج            | البلد         | الفريق                       | الوقت             | السرعة |
| ------------- | ----------------- | ------------- | ---------------------------- | ----------------- | ------ |
| 1.            | اليكس ارانبورو    | إسبانيا       | Caja Rural-Seguros RGA       | 4 س 31 دقيقة 40 ث |        |
| 2.            | كارلوس باربيرو    | إسبانيا       | موفيستار                     | + 0 ث             |        |
| 3.            | جون ابرستوري      | إسبانيا       | Euskadi–Murias               | + 0 ث             |        |
| 4.            | خيسوس إيزكيرا     | إسبانيا       | برجس بي إتش                  | + 0 ث             |        |
| 5.            | ريتشارد كاراباز   | الإكوادور     | موفيستار                     | + 5 ث             |        |
| 6.            | Jonathan Lastra ‏  | إسبانيا       | Caja Rural-Seguros RGA       | + 6 ث             |        |
| 7.            | Egoitz Fernández ‏ | إسبانيا       | Ukyo                         | + 0 ث             |        |
| 8.            | Álvaro Cuadros ‏   | إسبانيا       | Caja Rural-Seguros RGA       | + 9 ث             |        |
| 9.            | فابريسيو فيراري   | الأوروغواي    | Caja Rural-Seguros RGA       | + 12 ث            |        |
| 10.           | Iuri Filosi ‏      | إيطاليا       | Delko-Marseille Provence-KTM | + 12 ث            |        |

## وصلات خارجية
- الموقع الرسمي
- لمحة عن سباق سيركويتو دي جيتكسو 2018 على موقع  ProCyclingStats   (برو  سايكلنج  ستاتس) - إحصاءات  محترفي  الدراجات.
- سيركويتو دي جيتكسو 2018 على موقع إحصائيات الدراجات الإحترافية (الإنجليزية)